# Luciferaza
Luciferaza je generično ime za encime, ki katalizirajo reakcije bioluminiscence pri nekaterih organizmih. Ime izhaja iz latinske besede Lucifer (ime padlega angela) in pomeni prinašalec luči. Najbolj znana je luciferaza kresnic (EC 1.13.12.7) iz kresnic Photinus pyralis. Pri reakcijah luminiscence se svetloba proizvede z oksidacijo luciferina (pigment); včasih je za to potrebna energija iz ATP. Reakcija med luciferinom in kisikom je zelo počasna in pogosto poteka v prisotnosti kalcijevih ionov. Reakcija poteka v dveh stopnjah:
Reakcija je z energetskega vidika zelo učinkovita - skorajda ves energijski vložek se pretvori v svetlobo. Za primerjavo, žarnica izgubi okoli 90 odstotkov energije, ker jo pretvori v toploto.
Luciferin in luciferaza ne pomenita posameznih molekul. Gre za generična izraza za substrat in pripadajoči encim, ki katalizira reakcijo luminiscence. Številni organizmi proizvajajo svetlobo s pomočjo luciferaze. Najbolj znana je kresnica, vendar so poznane tudi določene vrste gob in vodnih organizmov, ki bioluminiscirajo s pomočjo teh encimov. Nekateri organizmi posedujejo različne vrste luciferaz, ki lahko proizvajajo svetlobo različnih barv iz enakega luciferina.
Luciferaze lahko sintetiziramo v laboratoriju s pomočjo genskih tehnik in jih uporabljamo v različne namene. Z genskim inženirstvom lahko prenesemo gen za luciferazo v ustrezen organizem. Doslej so gen že prenesli v celice miši, sviloprejke in paradižnika.
Svetloba se tvori, kadar se na luciferazo veže ustrezen substrat (v tem primeru luciferin). Sevanje fotonov lahko zaznamo z napravami kot je luminometer ali specifični mikroskopi. Na ta način lahko vizualiziramo določene biološke procese, stopnje okužbe oziroma dobimo druge pomembne informacije.
Luciferaze se uporabljajo tudi v krvnih bankah za ugotavljanje, ali so se rdeče krvničke začele razkrajat. Prav tako se luciferaze uporabljajo v laboratoriju pri ugotavljanju določenih bolezni; pri teh tehnikah prihaja do bioluminiscence le v prisotnosti bolezni. 
Luciferaza je beljakovina, ki je zelo občutljiva na toploto. Zato se uporablja tudi v študijah beljakovinske denaturacije ali preskušanja protektivne kapacitete proteinov toplotnega šoka.